# هیوسانگ آکویلا ۶۵۰
هیوسانگ آکویلا ۶۵۰جی‌وی (انگلیسی: Hyosung GV650 Aquila) یک موتورسیکلت دوسیلندر، چهارزمانه کره‌ای ۶۴۷ سی‌سی در سبک کروزر با قدرت ۷۲ اسب بخار، ظاهر این موتور با طرح کلی شبیه به موتور سوزوکی اس‌وی۶۵۰ می‌باشد، با این حال اندازه‌های قطعات تقریباً متفاوت است و قطعات قابل تعویض نیستند.